# チアゴ・エンヒキ・メンデス・ヒベイロ
チアゴ・メンデス（Thiago Mendes）ことチアゴ・エンヒキ・メンデス・ヒベイロ（ポルトガル語: Thiago Henrique Mendes Ribeiro、1992年3月15日 - ）は、ブラジル・マラニョン州サン・ルイス出身のサッカー選手。アル・ラーヤンSC所属。ポジションはMF。

## クラブ歴
ゴイアスECの下部組織出身でトップチームに昇格。2015年にサンパウロFCに移籍した。
2017年7月8日にリーグ・アンのリールが5年契約を締結。サンパウロに支払われた移籍金は報じられるところによると900万ユーロに達するとされている
。
2019年7月3日、オリンピック・リヨンと4年契約を締結した。移籍金は2200万ユーロで、インセンティブは最大で450万ユーロと発表された。
2023年7月8日、カタールのアル・ラーヤンSCへ移籍し、2年契約を結んだ。

## タイトル
ゴイアス
- カンピオナート・ゴイアーノ: 2012, 2013
- カンピオナート・ブラジレイロ・セリエB: 2012

サンパウロ
- フロリダ・カップ: 2017